# Бад-Тайнах-Цафельштайн
Бад-Тайнах-Цафельштайн (нім. Bad Teinach-Zavelstein) — місто в Німеччині, знаходиться в землі Баден-Вюртемберг. Підпорядковується адміністративному округу Карлсруе. Входить до складу району Кальв.
Площа — 25,1 км2. Населення становить 3143 ос. (станом на 31 грудня 2020).